# Nimco

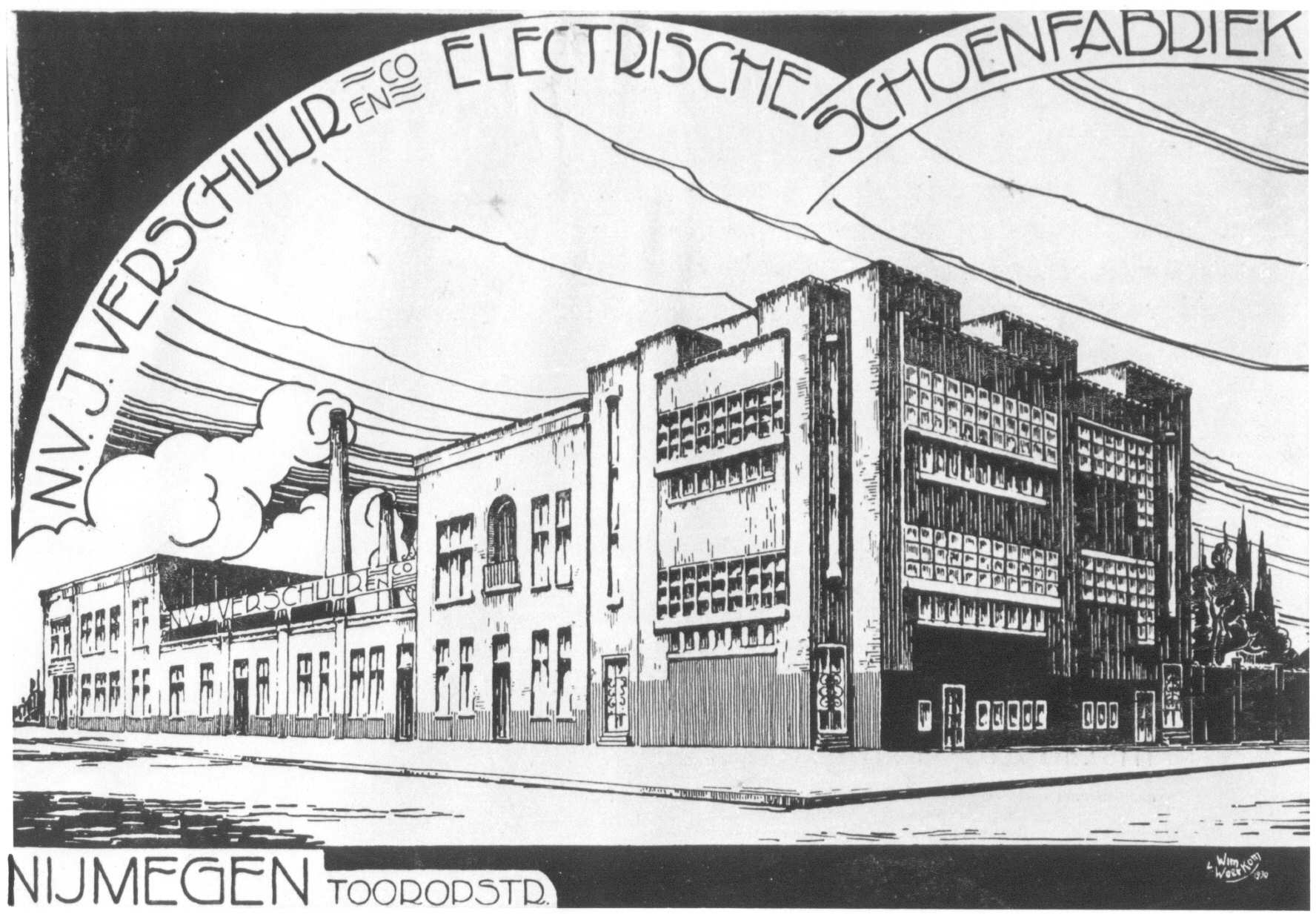
Pentekening van het fabriekspand van Nimco schoenenfabriek Nijmegen, 1930

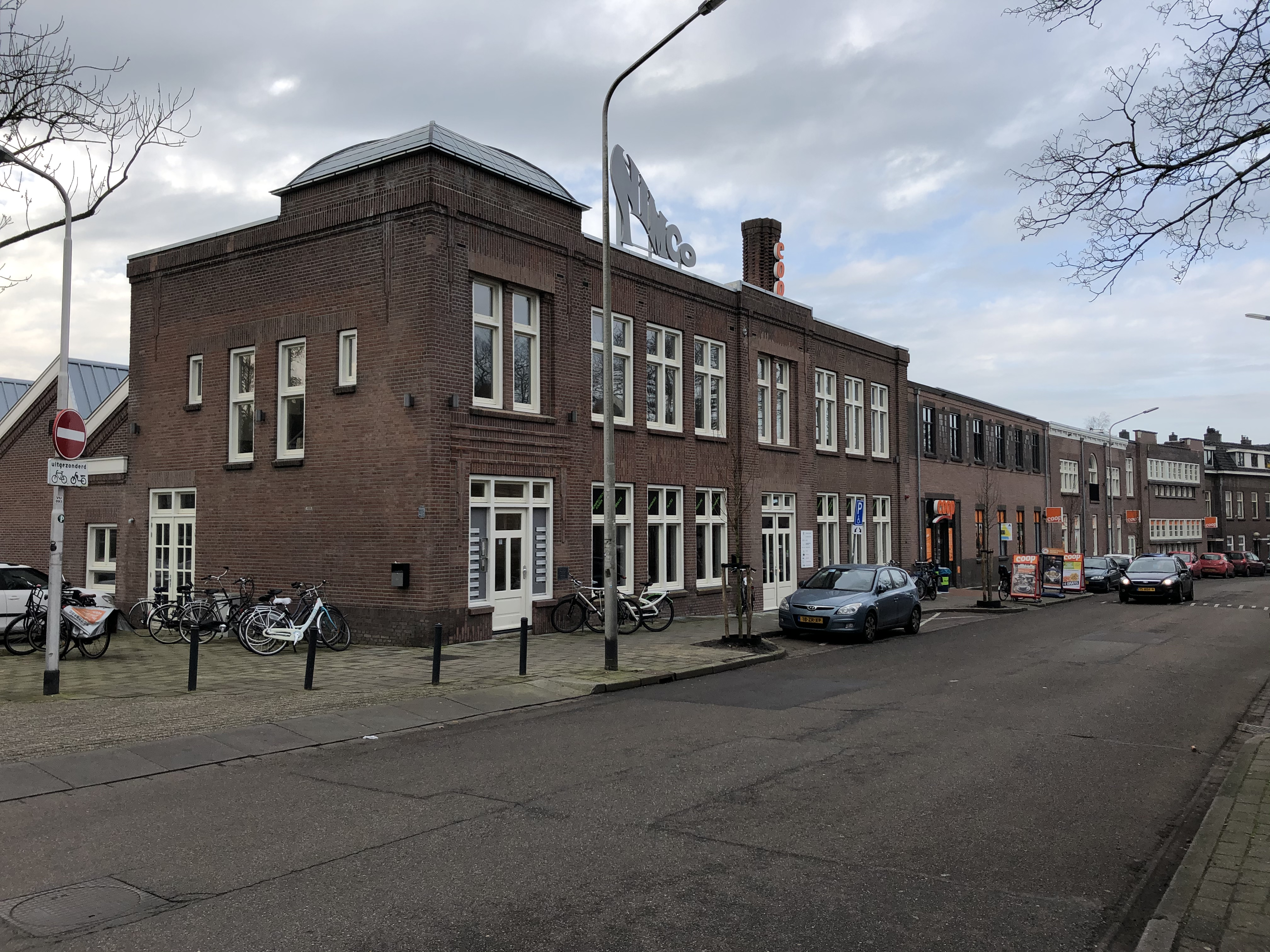
Voormalige schoenfabriek 'Nimco' aan de Tooropstraat in Nijmegen

Nimco is een Nederlandse schoenenfabriek die haar fabriek van van 1918 tot 1970  gevestigd had aan de Tooropstraat 16-26 in Nijmegen. Deze straat maakt deel uit van de Schildersbuurt in Altrade, een wijk in het stadsdeel Nijmegen-Oost. Na 1970 is de productie overgebouwd naar Portugal. De Nimco fabriek is sinds 2015 gevestigd in Cesar Portugal. In 2025 is besloten om in Cesar een nieuwe fabriek te bouwen op 12,000 M2 waar 300 mensen zullen gaan werken.  

## Geschiedenis

### 1900 - 1920
Het bedrijf werd opgericht door de in 1887 geboren Jan Verschuur, die opgroeide in het dorpje Heesch bij Oss. Zijn vader was daar schoenmaker en kapper. 
In 1904 vertrok Jan Verschuur samen met zijn twee jaar oudere broer Frans naar Kleef. Daar leerden zij bij de Duitse schoenfabriek Gustav Hoffmann het schoenmakersvak. Toen in 1914 de Eerste Wereldoorlog uitbrak, moest Jan Verschuur in 1914 terugkeren naar Nederland om zijn dienstplicht te vervullen, waarbij Nijmegen zijn standplaats werd. In 1915 begon hij aan de Dommer van Polderveldsweg 188 in de schuur bij zijn huis met het vervaardigen van kinderschoenen. Enkele jaren later kwam zijn broer Frans naar Nijmegen en gingen zij samenwerken.
In 1917 scheidden zich de wegen van beide broers. Broer Frans ging verder met een schoenreparatie-inrichting in de schuur en richtte later de schoenfabriek Robinson in Nijmegen op.
Jan Verschuur verhuisde en richtte 1 februari 1919, samen met handelspartner J. Verweij een vennootschap onder firma op onder de naam J. Verschuur en Co. Zij verkregen een vergunning "tot het oprichten van eene door electriciteit gedreven schoenfabriek" in een voormalige kledingfabriek op het perceel Fortweg No. 20 tot en met 26" (vanaf 1923 werd dit de Tooropstraat). Al snel bleek hun fabriek te klein en moest men de productiecapaciteit uitbreiden.

### 1920 - 1945
In 1921 veranderde het bedrijf in een NV en kreeg het de naam N.V. J. Verschuur & Co, Electrische schoenfabriek.
De fabriek was samen met Rommelaar in Enschede, Woltjer in Friesland, Mesco J.C. Spapens in Waalwijk en de Veendammer schoenfabriek een van de eerste schoenfabrieken in Nederland met machines die door elektriciteit werden aangedreven. De meeste fabrieken werkten in die tijd nog met stoommachines.
Een paar jaar later veranderde de officiële bedrijfsnaam in Nimco (dat staat voor Nijmeegse Combinatie). De fabricage van kinderschoenen was in de jaren na de Eerste Wereldoorlog zeer succesvol, waardoor het bedrijf snel groeide. In circa 4 jaar tijd verdrievoudigde de omzet en productie. In 1924 betrof de productie 230.000 paar kinderschoenen.
Eind jaren 20 had het bedrijf ongeveer 150 werknemers in dienst. De schoenen werden verkocht onder de merknamen Nimco en Astra.
Het bedrijf kocht in 1929 een stuk grond erbij tussen de Groesbeekseweg en het Geldershof. Dit was voor de vestiging van een extra productiefaciliteit die werkgelegenheid zou moeten bieden aan ongeveer 500, voornamelijk ongeschoolde, werknemers.
In de dertiger jaren brak er een grote economische crisis uit, met als gevolg dat de zaken slechter gingen. Nimco moest hierdoor uit gaan zien naar nieuwe mogelijkheden en producten. Het bedrijf startte met de productie van damesschoenen. “Nimco voor moeder en kind” werd de nieuwe leuze die de fabriek door de crisisjaren heen moest helpen. Juist op het moment dat het bedrijf de resultaten zag groeien, brak de Tweede Wereldoorlog uit. De schoenfabriek werd in de oorlogsjaren gedwongen om voor de Duitsers te produceren en de arbeiders van de fabriek moesten van de bezetters geregeld bij Hoffmann in Kleef gaan werken. Met de bevrijding kwam aan die situatie een eind.

### 1945 tot 1970
Het fabriekspand van Nimco werd net na de oorlog nog een aantal maanden gebruikt als schoolruimte voor lessen van de lagere scholen die hersteld moesten worden na het bombardement op de Nijmeegse binnenstad van 22 februari 1944. 
In 1946 overleed mede-oprichter en directeur J.Verweij.
De wederopbouw tijdens de vijftiger jaren was voor de schoenfabriek een glorietijd. De 350 personeelsleden produceerden in de topjaren zo’n 5000 paar schoenen per week. Het bedrijf had een eigen opleidingscentrum (leerlingstelsel voor de Nijmeegse schoenindustrie) in het achtergedeelte van het fabriekspand, grenzend aan de Daalseweg. Daar werden de toekomstige werknemers klaargestoomd voor het werk in de Nimco fabriek zelf, maar ook bij de concurrenten Swift en Robinson. Het succes van de opleiding en de schoenfabriek had een keerzijde: Nijmeegse schoenherstellers hadden veel omzetderving door beunhazerij. Veel arbeiders van de schoenfabrieken verdienden namelijk in hun vrije tijd een centje bij met het herstellen van schoenen.
Na het overlijden in 1959 van Jan Verschuur, de oprichter van de fabriek, zette de neergang van de schoenfabriek in. Dit was vooral door de toenemende internationale concurrentie vanuit Italië en Spanje die tegen lagere prijzen opereerden. Er vielen ontslagen en het voortbestaan van de fabriek kwam aan een zijden draadje te hangen. In 1967 nam A.M. Krol het bedrijf over en voerde een noodzakelijke reorganisatie door om de loonkosten en productie- en inkoopkosten te beperken. Dit had uiteindelijk weinig resultaat en het bedrijf geraakte in 1969 in liquiditeitsproblemen. Dit werd veroorzaakt door spanningen in de Nederlandse schoenindustrie, concurrentie uit andere landen, de ingevoerde btw en door een verkeerd uitgepakte samenwerking met een Groesbeeks toeleveringsbedrijf Zoma.
Eind 1969 besloot Krol om de fabriek te sluiten om een faillissement te voorkomen. Op dat moment had het bedrijf ongeveer 165 mensen in dienst en produceerde het 2800 paar schoenen per week. Op 1 april 1970 sloot de fabriek de deuren.

### 1970 - 2000
Het bedrijf Nimco is onder leiding van Krol wel blijven bestaan. Na de sluiting van de fabriek in 1970 verplaatste hij de productie van de schoenen naar Portugal  Het einde van de Nimco-fabriek betekende niet het einde van het fabriekspand. In 1970 vond uitverkoop van de laatste 150.000 paar schoenen plaats in de oude fabriek in de fabriekswinkel. De enorme verkoopresultaten hiervan deed Krol besluiten om op de plek van de oude fabriek een winkelcentrum te bouwen, waar de eerste Nimco-winkel er een van was. Dit was de start van uitbreiding van het winkelnetwerk met aanvankelijk alleen de kinder- en damesschoenen, later ook met orthopedische schoenen. Een deel van het complex, gelegen aan de achterzijde, werd in 1971 afgebroken om plaats te maken voor parkeerruimte.  
In 1982 gaf Adriaan Krol het estafette stokje over aan zijn 3 zonen, Jan, Max en Ruud Krol.  
In 1989 nam het bedrijf het familiebedrijf De Zaanlandse Schoenhandel over van de familie De Vries en verkreeg daarmee twaalf vestigingen in Noord-Holland. Ook werd het bedrijf actief in vastgoed. 
In 1994 verplaatste Nimco haar hoofdkantoor van de Tooropstraat naar een landgoed in het naast gelegen Berg en Dal. In het kasteeltje de Wijchert op de Oude Kleefsebaan 119 werden alle Nederlandse activiteiten van Nimco ondergebracht.
2000 - 2025
Via de dochteronderneming House of Shoes opende Nimco vanaf medio 2003 een groot aantal winkels (42 stuks, waarvan 22 op basis van franchise) maar het dochterbedrijf ging in 2012 failliet als gevolg van online-concurrentie, de effecten van de economische crisis en een sterk veranderd consumenten gedrag. House of Shoes was gespecialiseerd in kinderschoenen. De kinderschoenen markt veranderde in een paar jaar sterk. Kinderen wilde op sportschoenen lopen van bekende sport merken en niet meer op de gewone traditionele kinderschoenen die House of Shoes verkocht.
De failliete dochteronderneming werd in 2013 gekocht door Helioform Quality Shoes, de schoenentak van de Harder Groep. Begin 2015 werd ook deze keten echter failliet verklaard.
In 2013 besloot het bedrijf om langzaam afscheid te nemen van de vastgoed- en eigen Retail activiteiten en terug te keren naar de oorspronkelijke specialisatie: productie van orthopedische maatwerkschoenen; en comfortschoenen (Xsensible). Het bedrijf bouwde in Portugal een moderne fabriek met 3D-printers dat werk bood aan meer dan 110 werknemers. In 2015 startte het bedrijf een samenwerking voor haar comfort merk Xsensible met Jan Jansen, een bekende Nederlandse schoenontwerper. Zijn vader was ooit jarenlang verkoopleider bij de oude Nimco-schoenenfabriek.
Het pand aan de Tooropstraat ging in 2015, naast de Coöp Supermarkt (sinds 2024 Plus) ook onderdak bieden aan een zorgcafé: Looppunt Nijmegen. Hier wordt de mogelijkheid geboden om met meerdere specialisten tegelijk een afspraak te maken om uiteenlopende voet- en bewegingsklachten te bespreken en aan te pakken. De deelnemende bedrijven geloven in de kracht van samenwerken. De klant kan hierdoor profiteren van de aanwezigheid, kennis en advies van elf verschillende disciplines. 
In 2019 is het voormalig fabrieksgebouw in oude luister hersteld. Na een renovatie van meer dan 18 maanden werden alle gevels weer origineel met houten kozijnen en knipvoeg. Het is een echte aanwinst voor Nijmegen-Oost, het pand wordt ook verduurzaamd en in de voormalige kantoorruimtes op de eerste verdiepingen worden studio's en appartementen gerealiseerd.
In 2020 wordt een aanvang gemaakt met de voorbereiding op een volgende generatie wisseling binnen de familie Krol. De aandelen voor de broers Jan en Ruud Krol worden teruggekocht en twee kinderen van Max Krol, zijn zoon Thomas en dochter Isabel kopen zich in in het familiebedrijf.
In 2025 bedraagt de jaarproductie van Nimco's orthopedische schoenen (Ortho-Fashion) 75.000 paar. Daarmee is Nimco een van de grootste producenten van maatwerkschoenen in de wereld.  Deze productie vindt sinds 2018 plaats in Cesar Portugal. Cesar is stadje circa 40 kilometer ten zuiden van Porto. In 2024 is besloten om een nieuwe fabriek te bouwen op het naast gelegen perceel van 12.000 M2. Deze fabriek zal in 2027 ingebruik genomen worden. In 2024 werken er inmiddels 215 mensen in de productie. De nieuwe fabriek zal ruimte bieden voor ruim 300 mensen. In 2025 worden er circa 230.000 paar comfort sneakers  onder het merk "Xsensible Stretchwalker" geproduceerd. De productie en assemblage is op 4 andere locaties bij co-producenten onder gebracht.  Met deze 2 innovatieve productlijnen (comfort sneakers & orthopedisch maatwerkschoenen) is Nimco een van de weinige Nederlandse schoenfabrikanten die nog steeds actief zijn. 
Nimco heeft in de periode 2015-2025 meerdere precieuze prijzen mogen ontvangen waaronder het gouden Kalf en 3 maal de goudenschoen. Innovatie blijft ook voor de nieuwe generatie de belangrijkste drijfveer voor het ruim 100 jaar oude familiebedrijf.